# 陳嘉慶
陳嘉慶（16世紀—16世紀），字允績，河南潁上千户所軍籍，南直隸鳳陽府潁州潁上縣人，明朝政治人物。

## 生平
陳嘉慶是嘉靖二十五年（1546年）丙午科河南鄉試第五十五名舉人，四十一年（1562年）授安陸知縣，能平穩處理不守法度的景王朱載圳，又編里甲供役，省去舊例一半費用，寫下《便民政略》給人民讓他們不被吏胥所欺。縣內有兄弟不和同往訴於姑家，弟弟先行回程時遇上一女子，打算污辱對方而被女子家所殺埋在溝中，弟弟的兒子其後控訴伯父幾乎誣服，他覺得可疑，秘密尋得屍體，兄長之冤亦得雪，安陸人為他立祠祭祀。不久他擢為南京工部主事，主持錢法稅務從不自利，陞南京工部郎中，因病辭官，死後入祀鄉賢祠。

## 引用
1. 1 2  光緒《潁上縣志·卷九·人物》：陳嘉慶，字允績，言行不苟，由嘉靖丙午舉人授安陸縣知縣，景藩恭王載圳不守侯度，嘉慶弗激弗隨，處之咸宜，民有兄弟鬩牆者同往訴於姑家，弟先歸途遇女欲污之，為女家所殺埋溝中，人弗知也，弟子訟伯於官幾誣服，公疑之密訪得屍，兄冤亦雪，陸人立祠祀之，尋擢南京工部主事，錢法稅務毫不自利，遷本部郎中，以疾歸，祀鄉賢祠。
2. ↑  咸豐《安陸縣志·卷二十二·名宦》：陳嘉慶，潁上人，永樂【嘉靖】間由舉人知安陸，精敏有才幹，編里甲供役，省舊例十之五六，書其籍曰《便民政略》遍諭四鄉，俾不為吏胥所欺，雖遇年饑民不轉徙。 舊通志
3. ↑  光緒《德安府志·卷十·職官下》：陳嘉慶，潁上人，永樂【嘉靖】間由舉人知安陸，精敏有才幹，編里甲供役，省舊例十之五六，書其籍曰《便民政略》遍諭四鄉，俾不為吏胥所欺，雖遇年饑民不轉徙。 舊通志